# Мартыновский сельский совет (Полтавская область)
Мартыновский сельский совет (укр. Мартинівська сільська рада) — входит в состав
Гадячского района
Полтавской области
Украины.
Административный центр сельского совета находится в 
с. Мартыновка.

## История
- 1919 — дата образования.

## Населённые пункты совета
- с. Мартыновка
- с. Великое
- с. Вороновщина
- с. Могилатов
- с. Морозовщина
- с. Шадурка